# Protein-Disulfid-Isomerasen
Protein-Disulfid-Isomerasen (auch PDI) sind Enzyme aus der Klasse der Isomerasen, welche eine Redoxreaktion durchführen. Sie dienen als Proteinfaltungshelfer, welche die Änderung von Disulfidbrücken in Proteinen katalysieren.

## Proteinfaltung
Cystein kann über seine freie Thiolgruppe Disulfidbrücken ausbilden. Bei der Bildung der Disulfidbrücken können PDIs helfen, wenn sie in der oxidierten Form vorliegen. 
Liegen in einem Protein mehrere Cysteinreste vor, kann es zur Ausbildung von Disulfidbrücken zwischen den falschen Cysteingruppen kommen, sodass das Protein eine Fehlfaltung einnimmt. In diesem Fall kann die Zelle das Protein nicht verwenden und es wird abgebaut. Um dies zu vermeiden, kann die Disulfid-Isomerase in der reduzierten Form eine falsche Bindung auflösen und in der oxidierten Form eine neue einführen. Diese Funktion nennt sich Thiol-Disulfid-Austauschreaktion. Sie hat eine Thioredoxin-ähnliche Aktivität.
Die Regeneration der oxidierten Form von PDI kann durch verschiedene Enzyme, wie ER-Oxidoreduktin 1 oder cysteinhaltige, ER-ständige Glutathionperoxidasen gewährleistet werden.

## Aufbau und Lokalisation
Die PDI befindet sich in Eukaryoten im Endoplasmatischen Retikulum (ER) und in Prokaryoten im Periplasma. Es gelangt durch ein Signalpeptid ins ER, dieses wird nach dem Transport abgespalten. PDI ist ein Dimer, das in seinem aktiven Zentrum selbst Cysteinreste besitzt, welche an der Umlagerung der Disulfidbrücken teilnehmen.